# Svømmesnepper
Svømmesnepper er en slægt af vadefugle. Der findes tre arter, som alle yngler på den nordlige halvkugle. Alle tre er truffet i Danmark, men kun odinshane og thorshane er hjemmehørende i Europa, mens amerikansk svømmesneppe optræder som en sjælden strejfgæst.
Svømmesnepper fouragerer bl.a. ved at svømme hurtigt rundt i cirkler, hvorved bunddyr hvirvles op til overfladen. Svømmesnepperne har omvendte kønsroller: det er hunnen som er mest farvestrålende, mens hannen har en noget blegere fjerdragt. Og det er hunnen som spiller op til hannen og fører an i parringstiden, hvor de ofte hver har flere hanner som de lægger æg til. Hannerne overlades alene til rugningen
.

## Arter
- Phalaropus lobatus (odinshane)
- Phalaropus fulicaria (thorshane)
- Phalaropus tricolor (amerikansk svømmesneppe)

Amerikansk svømmesneppe er tidligere blevet henført til slægten Steganopus, og den har på dansk også navnene frejashane eller wilsons svømmesneppe.
|                         |
| Amerikansk svømmesneppe |